# Arp 256
Arp 256 ist ein wechselwirkendes Galaxienpaar im Sternbild Walfisch am Himmelsäquator, die schätzungsweise 369 Millionen Lichtjahre von der Milchstraße entfernt ist. Halton Arp gliederte seinen Katalog ungewöhnlicher Galaxien nach rein morphologischen Kriterien in Gruppen. Diese Galaxie gehört zu der Klasse Galaxien mit Anzeichen für eine Aufspaltung.